# Trstené
Trstené este o comună slovacă, aflată în districtul Liptovský Mikuláš din regiunea Žilina. Localitatea se află la altitudinea de 640 m deasupra n.m., se întinde pe o suprafață de 3,94 km2 și în 2017 număra 228 de locuitori. Se învecinează cu comuna Bobrovec.

## Istoric
Localitatea Trstené este atestată documentar din 1269.

## Demografie
| An:                | 1994 | 2004   | 2014    | 2024   |
| ------------------ | ---- | ------ | ------- | ------ |
| Număr de persoane: | 202  | 205    | 233     | 219    |
| Diferență:         |      | +1,48% | +13,65% | −6,00% |

| An:                | 2023 | 2024   |
| ------------------ | ---- | ------ |
| Număr de persoane: | 217  | 219    |
| Diferență:         |      | +0,92% |